# Golfe-Juan

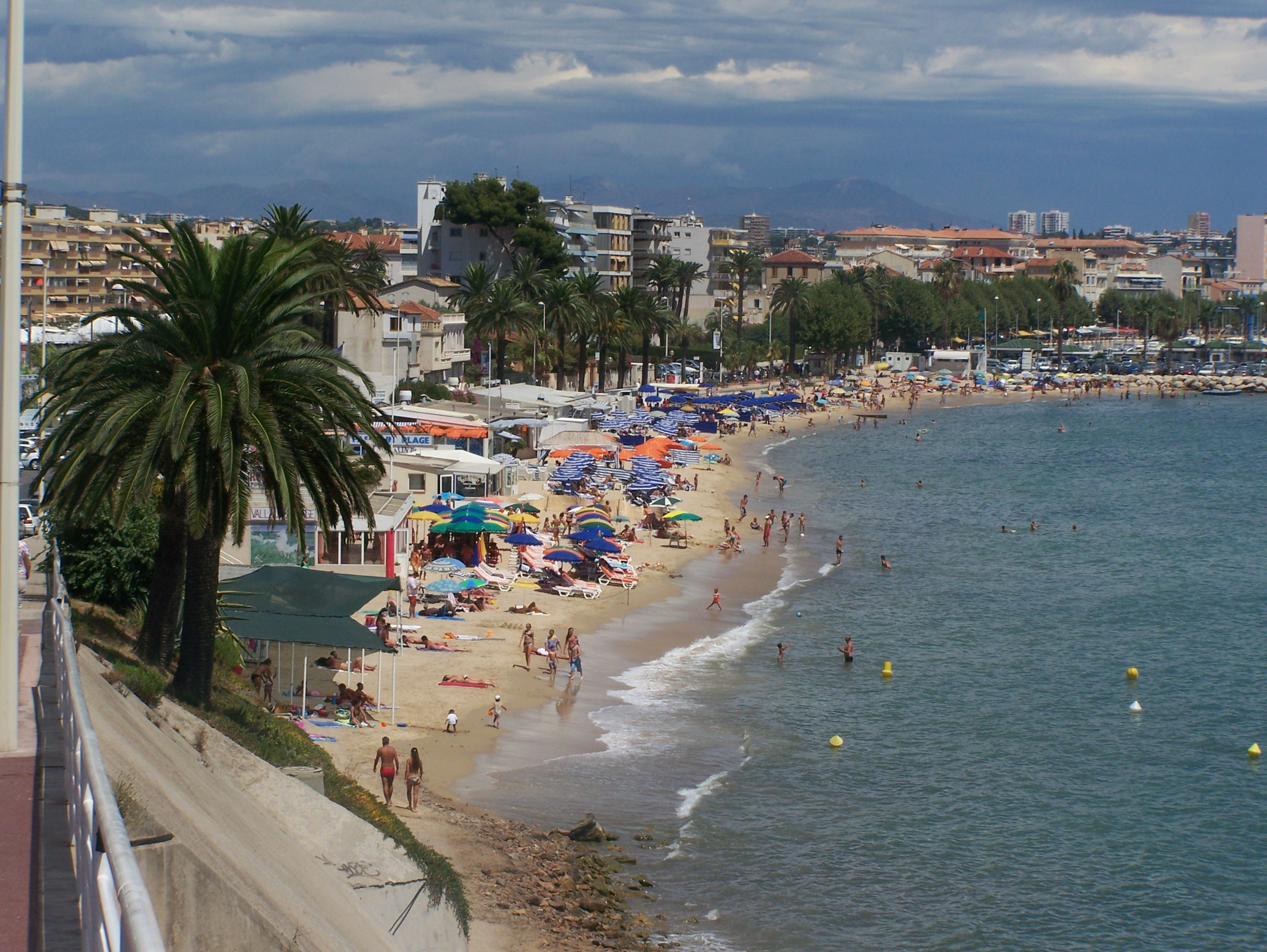
Golfe-Juan

Golfe-Juan är en mindre badort belägen på den Franska rivieran, mellan Juan-les-Pins och Cannes. Orten ligger i kommunen Vallauris i departementet Alpes-Maritimes. Golfe Juan har, med närheten till Cannes (4 km) och Juan les Pins/Antibes (2 km) under de senaste femtio åren utvecklats från en mindre fiskeby till ett exklusivt område, främst bestående av privata villor och s.k. "Gated Communitys". I centrala byn, till största delen bevarad sedan sekelskiftet, finns väldigt mycket av den äldre Rivierakulturen kvar med ett flertal mindre butiker, slaktare, bröd, ost, vin och fiskaffärer. Ett antal mindre, traditionella Hotell erbjuder för området prisvärda boenden i klassisk miljö. I byn och runt den relativt stora hamnen finns också ett stort antal restauranger med typiska Medelhavs-menyer. Golfe Juan är också namnet på den bukt som med Cap d´Antibes bildar en naturlig hamn där större privata fartyg har sin sommarhamn.

## Napoleons återkomst från Elba

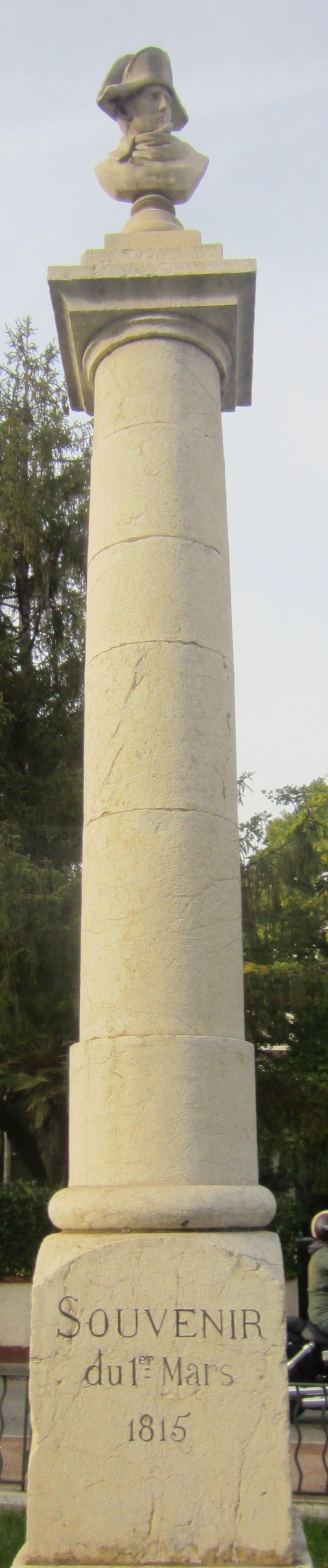
Staty över Napoleon Bonaparte

Napoleon Bonaparte landsteg den 1 mars 1815 i Golfe-Juan efter att ha satts i exil på ön Elba och återvänt till Frankrike för att återta makten under den historiska episod som kallas "de hundra dagarna". Efter denna händelse kallas den väg som Napoleon fortsatte på mot Grenoble, Route nationale 85, för Route Napoléon. I Golfe Juan firas detta årligen på samma datum, den 1 mars, detta med en stor karnevalsliknande fest där hela orten är engagerad. Tidstypiska skepp angör hamnen och med en komplett hedersvakt landstiger "Napoleon" under sedvanliga hedersbetygelser för att anträda sina sista 100 dagar som Kejsare. Den triumfartade resan till häst och fots mot Paris via tidigare nämnda Route Napoleon över alperna och Grenoble slutade, efter ett kortare stopp i Paris för att samla den Franska Armen, som bekant i nederlaget vid Waterloo!

## Bildgalleri

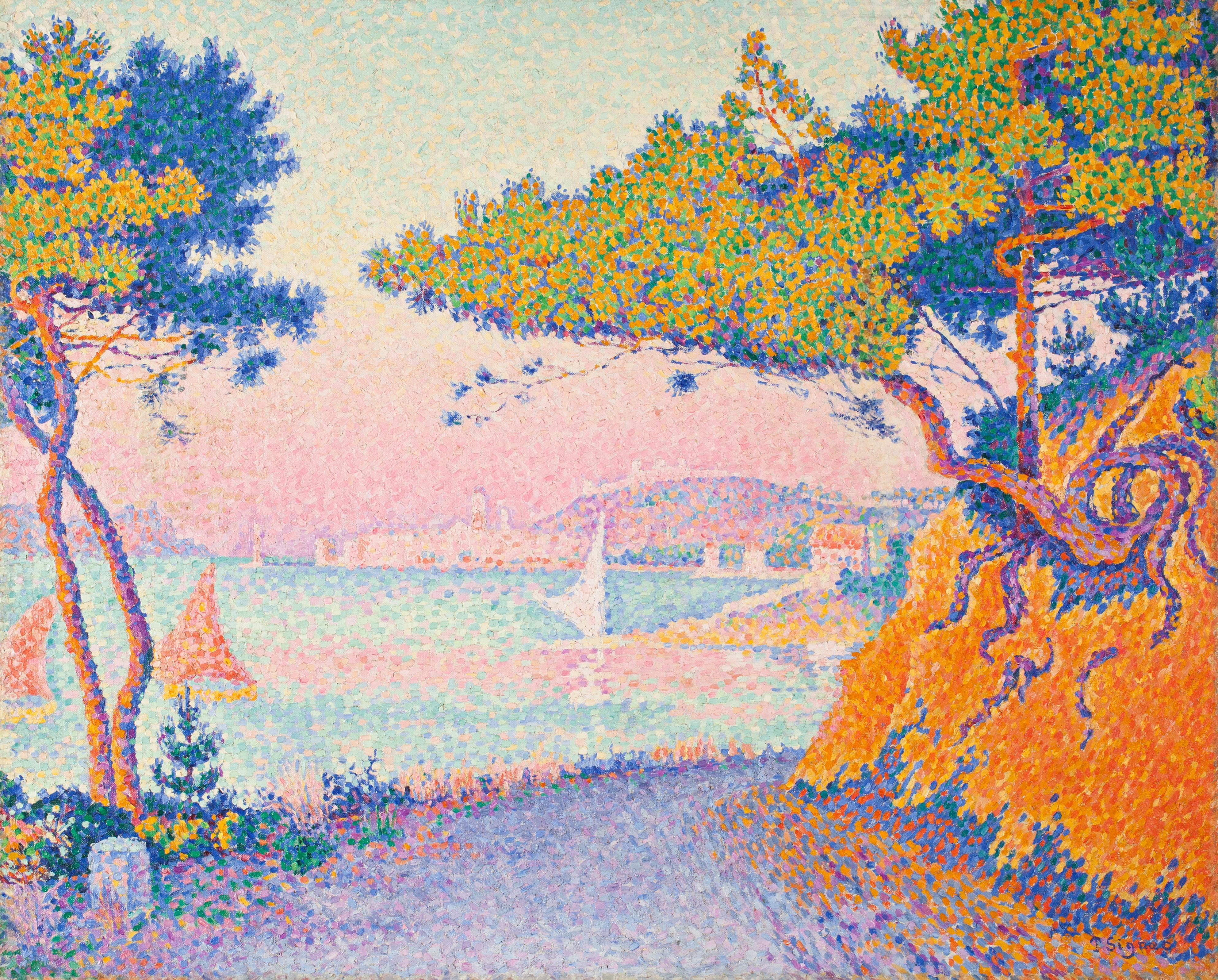
Golfe-Juan av Paul Signac
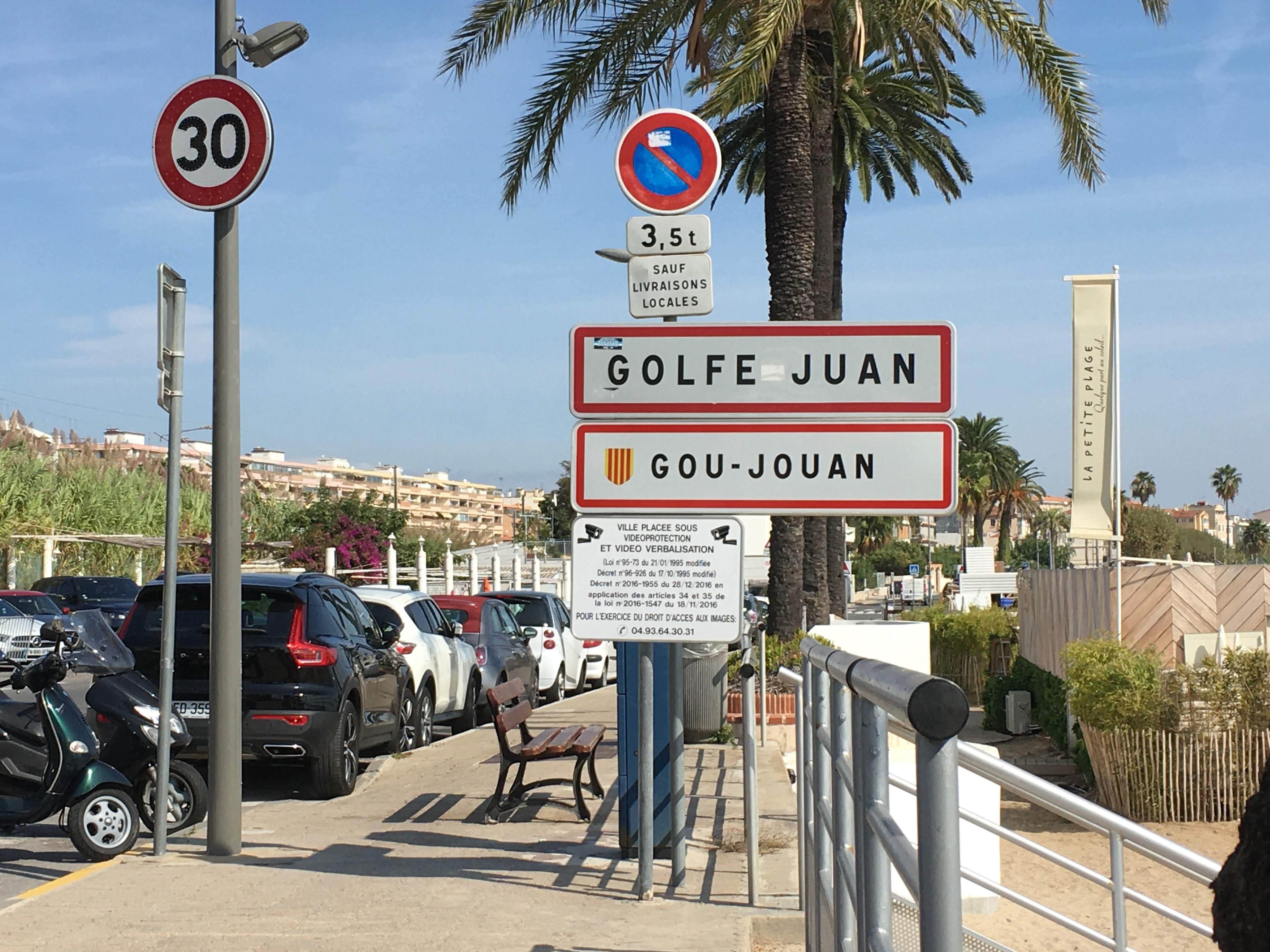
En skylt av Golfe-Juan på franska och på Provençal
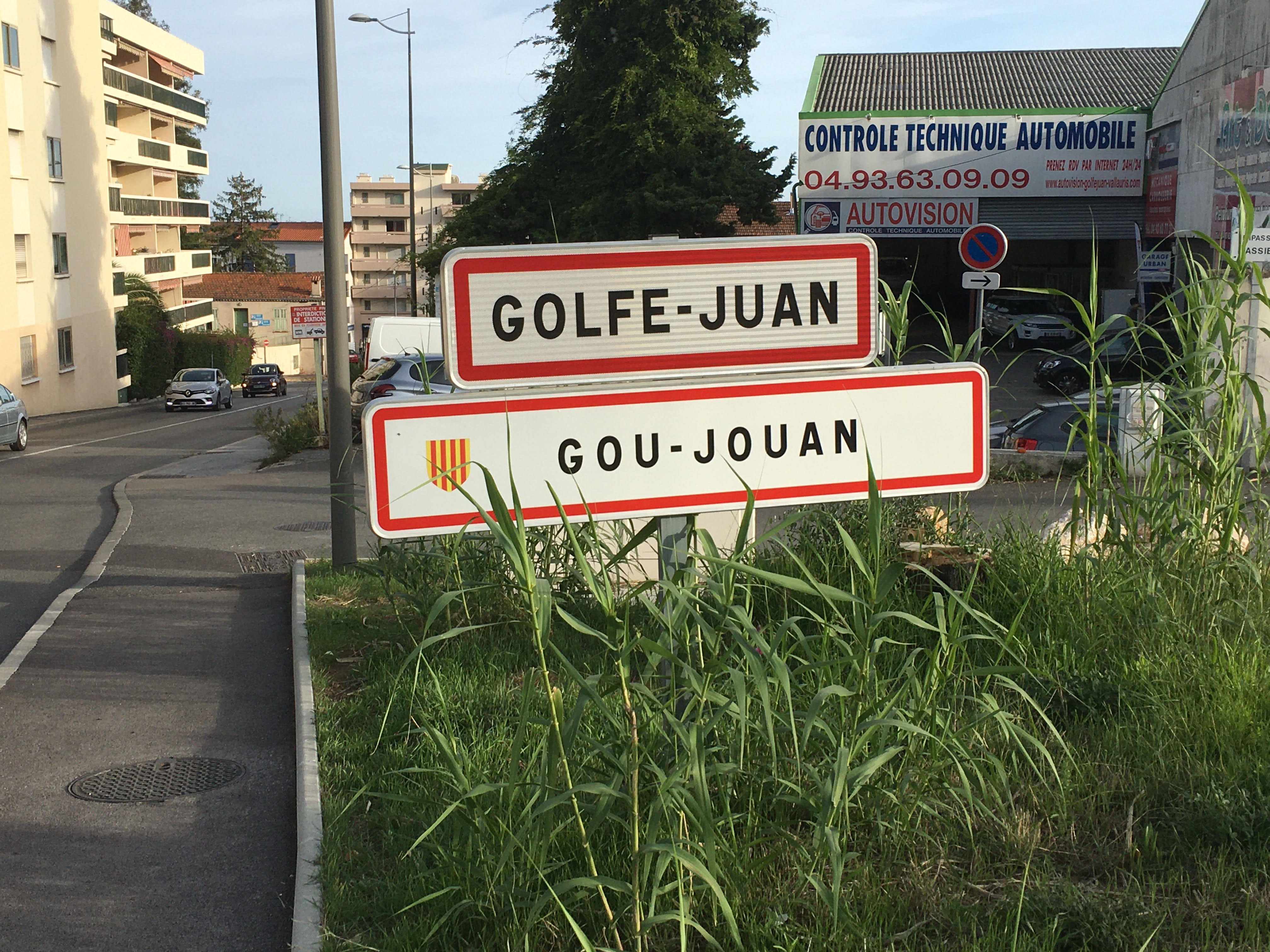
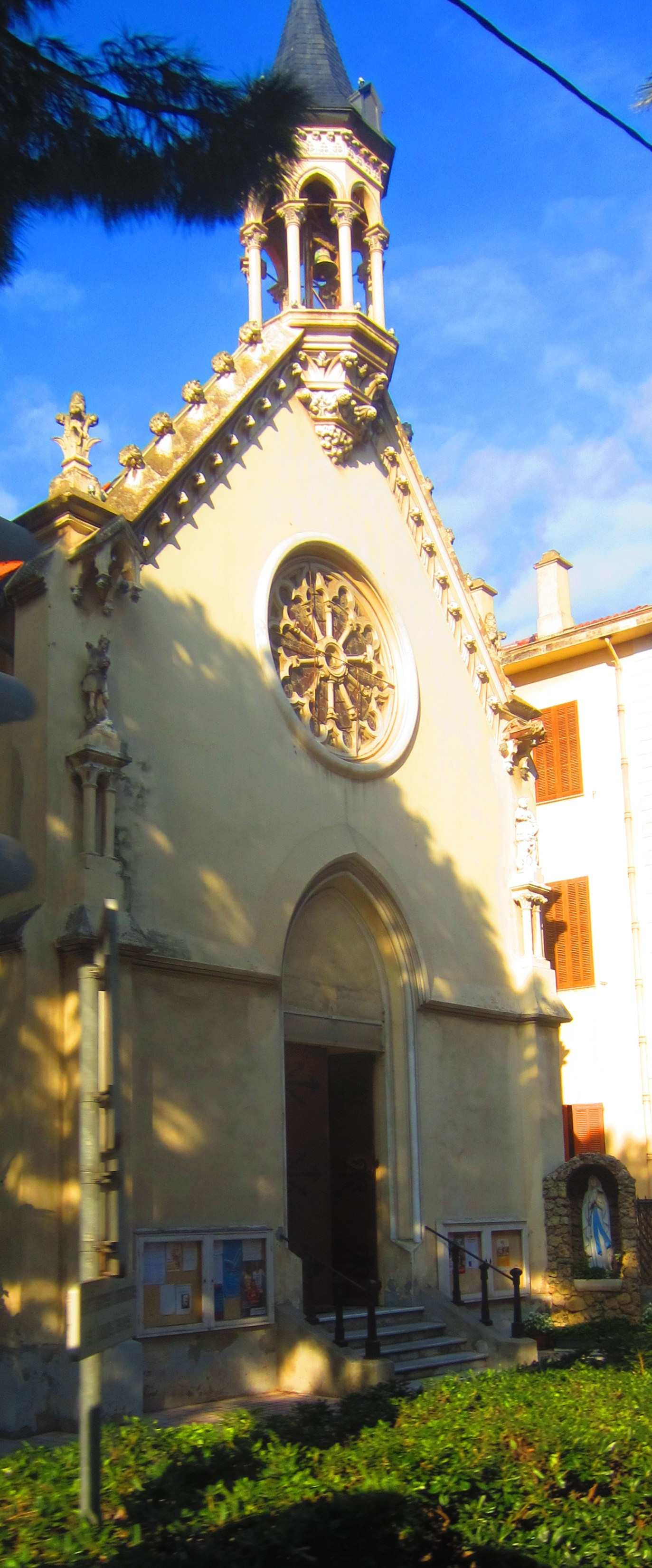
Kyrka St Pierre